# Wojciech Łobodziński
Wojciech Łobodziński, né le 20 octobre 1982 à Bydgoszcz, est un footballeur polonais. Il occupe le poste de milieu de terrain reconverti entraîneur.

## Carrière

### En club
Wojciech Łobodziński a commencé sa carrière dans le petit club du Zawisza Bydgoszcz, pensionnaire de quatrième division, avant de rejoindre en 1999 le Stomil Olsztyn. Un an plus tard, et après avoir seulement disputé quatre matches dont trois en coupe avec son équipe, il part pour le Wisła Płock (Petro Płock, puis Orlen Płock à l'époque). Après trois années et demie de service et 52 matches au compteur, il arrive au Zagłębie Lubin, et est régulièrement titularisé par Czesław Michniewicz, son entraîneur. Homme important à Lubin, il remporte le titre de champion en 2007.
Le 8 février 2008, il signe au Wisła Cracovie, qui s'achète ses services pour 400 000€. Choix payant pour Łobodziński, qui soulève pour la deuxième fois de suite le trophée de champion de Pologne.

### Statistiques
Dernière mise à jour le 20 juillet 2011
| Saison      | Club                          | Pays    | Championnat   | Coupes      | Europe       |
| 1999 - 2000 | Wisła Płock                   | Pologne | 3 (0)         | 1 (0)       | -            |
| 2000 - 2001 | Wisła Płock                   | Pologne | 3 (1)         | 1 (0)       | -            |
| 2001 - 2002 | Wisła Płock                   | Pologne | 16 (1)        | 7 (0)       | -            |
| 2002 - 2003 | Wisła Płock                   | Pologne | 16 (1)        | 5 (0)       | -            |
| 2003 - 2004 | Zagłębie Lubin                | Pologne | 24 (5)        | 1 (0)       | -            |
| 2004 - 2005 | Zagłębie Lubin                | Pologne | 23 (7)        | 14 (6)      | -            |
| 2005 - 2006 | Zagłębie Lubin                | Pologne | 29 (3)        | 9 (1)       |              |
| 2006 - 2007 | Zagłębie Lubin                | Pologne | 30 (3)        | 6 (0)       | 2 (1) (C3)   |
| 2007 - 2008 | Zagłębie Lubin Wisła Cracovie | Pologne | 15 (0) 11 (1) | 5 (2) 5 (0) | 2 (0) (C1) - |
| 2008 - 2009 | Wisła Cracovie                | Pologne | 26 (2)        | 6 (0)       | 6 (0)        |
| 2009 - 2010 | Wisła Cracovie                | Pologne | 27 (1)        | 5 (1)       | 2 (0)        |
| 2011 - 2011 | Wisła Cracovie                | Pologne | 6 (0)         | 2 (0)       | 2 (0)        |

### En sélection
Wojciech Łobodziński a fait ses débuts avec l'équipe nationale le 6 décembre 2006 lors d'un match amical contre les Émirats arabes unis, remporté par les Polonais 5-2 à Abou Dabi. Le 24 mars 2007, il inscrit son premier but en international, le troisième de son équipe contre l'Azerbaïdjan (score final 5-0).
Régulièrement appelé en sélection, le sélectionneur de l'équipe polonaise Leo Beenhakker le retient parmi l'effectif de vingt-trois joueurs appelé à participer à l'Euro 2008.

### Palmarès
- Champion de Pologne : 2007, 2008, 2009 et 2011
- Finaliste de la Coupe de Pologne : 2005, 2006
- Vainqueur de la Supercoupe de Pologne : 2007
- Finaliste de la Supercoupe de Pologne : 2008